# Jacek Karpiński

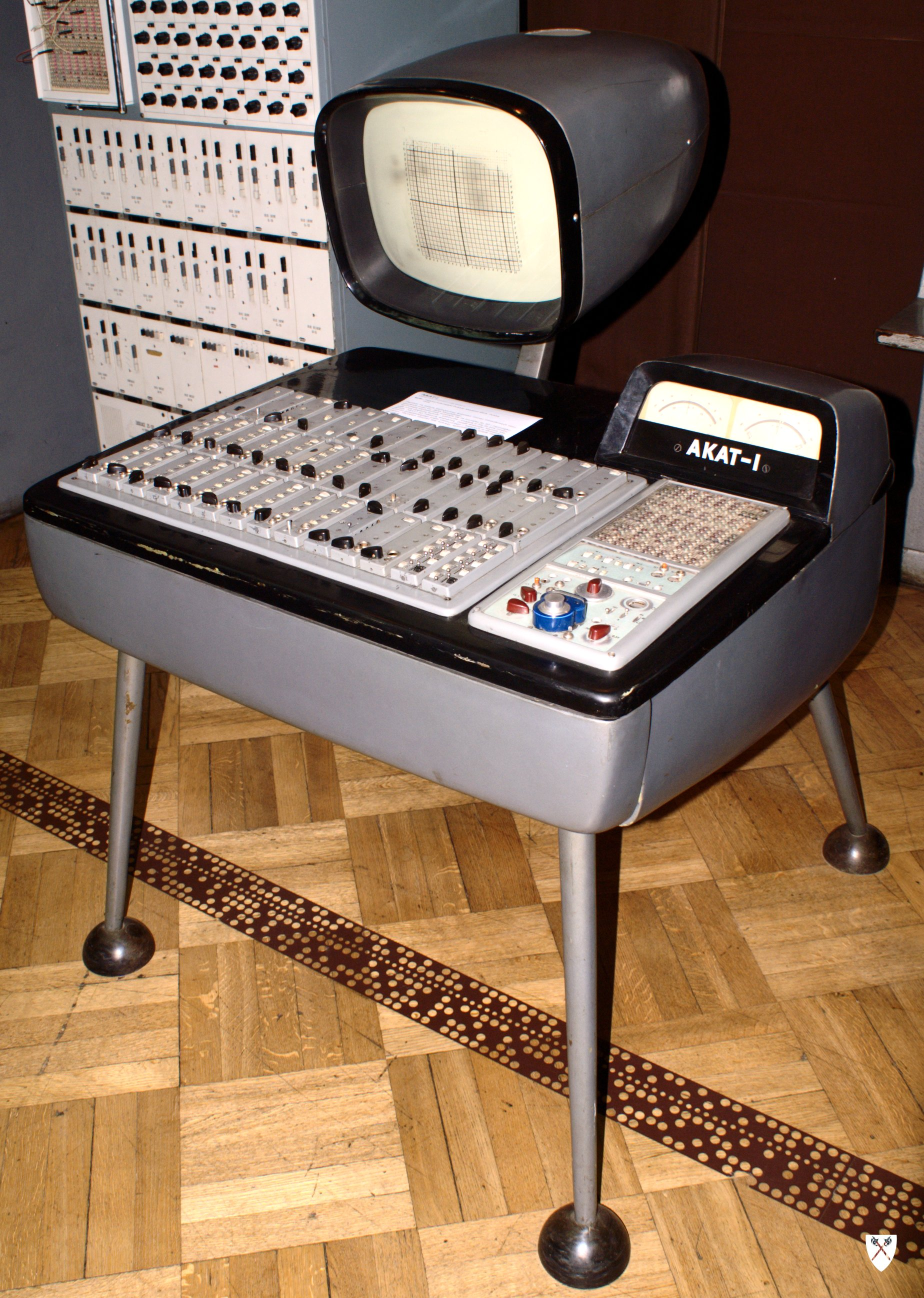
De AKAT-1

Jacek Karpiński (Turijn, 9 april 1927 - Wrocław, 21 februari 2010) was een Pools computeringenieur en computerwetenschapper.
Karpiński was soldaat bij het Zośka-bataljon tijdens de Opstand van Warschau (1944). Hij was verantwoordelijk voor de ontwikkeling van een van de eerste algoritmes voor machinaal leren en technieken voor OCR en beeldherkenning. Hij ontwierp ook een der eerste minicomputers, de K-202. Door het beleid van het toenmalige Polen ten aanzien van het ontwikkelen van computers kwam het nooit tot massaproductie van de K-202. In het begin van de jaren 60 was Karpiński de oprichter van het laboratorium voor kunstmatige intelligentie aan de Poolse Academie van Wetenschappen.

## AKAT-1
De AKAT-1 was de eerste draagbare differentieelanalysator ter wereld. Hij werd door Karpiński in 1959 aan het Instituut voor automatisering aan de Poolse Academie van Wetenschappen gebouwd en werd ontworpen om stelsels van differentiaalvergelijkingen en procesmodellen op te lossen.